# Ведмеді (скульптурна композиція)
Скульптурна композиція «Ведмеді» (більш відома як пам'ятник «Тут починається Росія») — пам'ятник, встановлений у місті Єлізово Камчатського краю.

## Історія

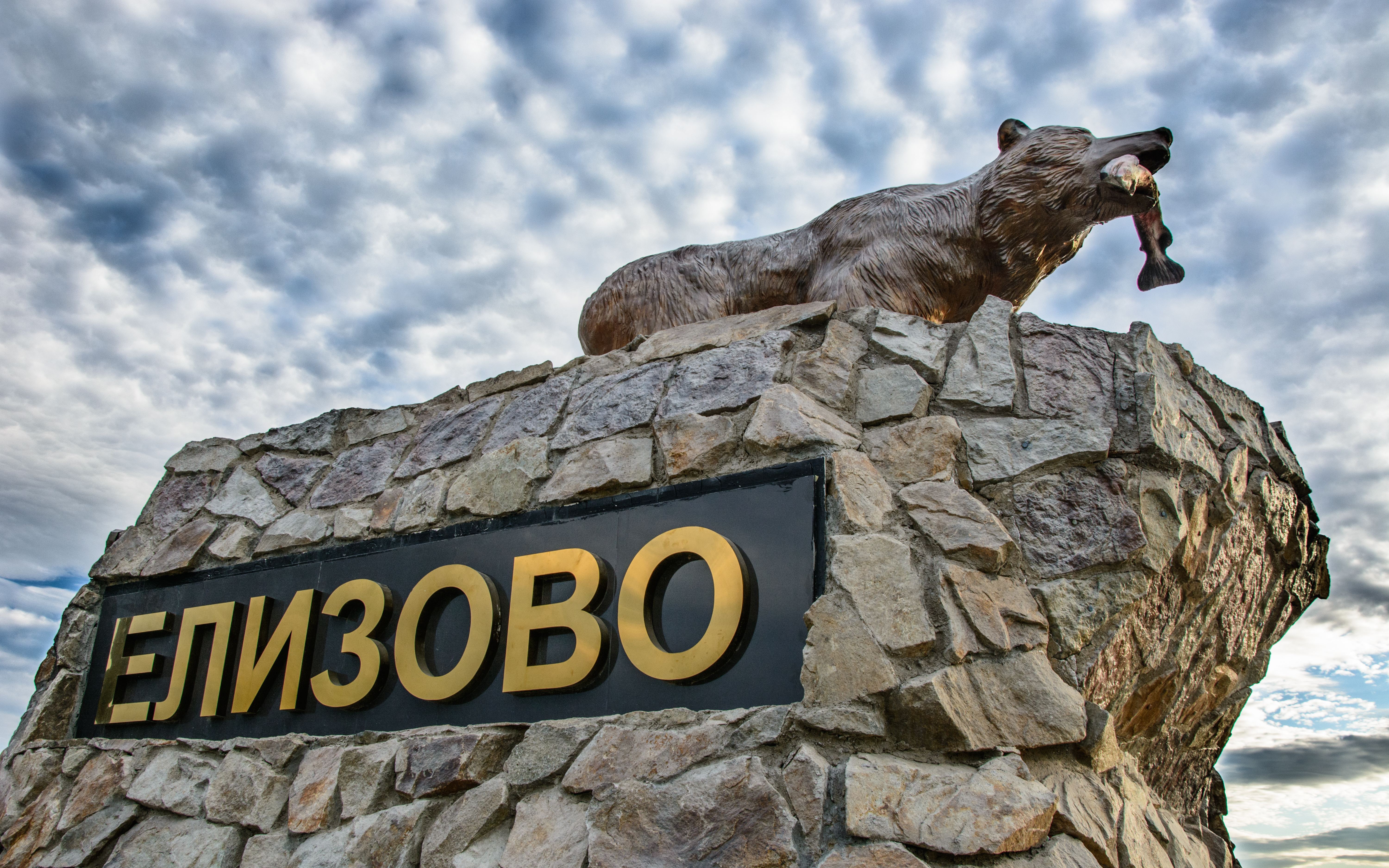
Вид на пам'ятник

Скульптурна композиція була встановлена 7 жовтня 2011 року в місті Єлізово на тлі панорами трьох камчатських вулканів: Авачинська Сопка (висота 2741 м), Коряцька Сопка (висота — 3456 м) і Козельський вулкан (висота 2189 м). Автором та ініціатором встановлення є житель Камчатки, глава Елізовського муніципального району Андрій Андрійович Шергальдін.
Скульптурна композиція розташована неподалік від Міжнародного аеропорту «Єлізово» на шляху в місто Петропавловськ-Камчатський.

## Опис
Скульптури ведмедиці з ведмежам виготовлені в натуральну величину, з дотриманням усіх пропорцій, в природному кольорі. Ведмедиця в пащі тримає велику рибину. На п'єдесталі на лицьовому боці містяться написи: «Тут починається Росія» і «Камчатка», на зворотному боці — «Єлізово».

## Сучасний стан
Є однією з найпопулярніших пам'яток регіону і візитною карткою Камчатки. Місцеві жителі традиційно проводять біля пам'ятника весільні фотосесії та інші значущі події. У 2015 році поряд із ним поставили вказівник міст.
У 2016 році зображення скульптурної композиції брало участь у всеросійському голосуванні претендентів серед пам'яток Росії на друк на купюрах номіналом 200 і 2000 рублів.
Пам'ятник неодноразово пошкоджували вандали — відламували рибу, яку ведмедиця тримає в зубах; розбивали дороговказ із написом «Крим»; обламували ведмедиці вуха. У зв'язку з цим, композиція знаходиться під цілодобовим відеоспостереженням.
У травні 2018 року було проведено реконструкцію пам'ятника.